# Санта Хуана, Кейтлин
Ке́йтлин Са́нта Хуа́на (англ. Kaitlyn Santa Juana; род. 19 апреля 1997 года, Лэнгли, Британская Колумбия, Канада) — канадская актриса, наиболее известная по роли Стефани Рейес в фильме «Пункт назначения: Узы крови».

## Ранние годы
Санта Хуана родилась 19 апреля 1997 года в Лэнгли, Канада. Её отец Ронни — филиппинец, а мать Дженетт — чехословацкого происхождения. Санта Хуана росла, окружённая филиппинскими традициями. Её мать, полюбившая культуру мужа, часто готовила блюда филиппинской кухни. Семья владеет кафе JJ Bakes Company в Лэнгли, где сочетаются словацкая и филиппинская кухни. С ранних лет Санта Хуана увлекалась пением, особенно караоке, которое очень популярно в филиппинской культуре.
Санта Хуана посещала среднюю школу Brookswood Secondary School в Лэнгли, где активно участвовала в школьных театральных постановках. После окончания школы она переехала в Нью-Йорк, получив стипендию для обучения в Американской академии музыкального и драматического искусства.

## Карьера
Санта Хуана дебютировала на телевидении в 2016 году, исполнив роль Шоны в эпизоде сериала «#STI», посвящённого историям пациентов с заболеваниями, передающимися половым путём. С марта 2019 по март 2020 года она была дублёром ролей Аланы Бек и Зои Мёрфи в мюзикле «Дорогой Эван Хэнсен». Сначала она выступала в Royal Alexandra Theatre в Торонто, а затем дебютировала на Бродвее в Music Box Theatre в Нью-Йорке.
В 2021 году Санта Хуана впервые выступила на Стратфордском шекспировском фестивале в постановке Play On! A Shakespeare-Inspired Mixtape, исполнив роль Джулии в ансамбле. Она сочетала исполнение вокальных номеров, таких как «A Case of You» Джони Митчелл и «Exit Music (For a Film)» Radiohead, с чтением отрывков из пьес Шекспира. Постановка была записана и доступна для потокового просмотра. В том же году Санта Хуана снялась в короткометражном фильме «Thespians».
В 2022 году Санта Хуана снялась в телевизионных фильмах «Он не стоит твоей смерти» и «Нам нужно немного Рождества», а также в научно-фантастическом хорроре «Бойтесь своих желаний». В том же году она исполнила роль Лидии Санчес в двух эпизодах восьмого сезона сериала «Флэш».
В марте 2024 года Санта Хуана была утверждена на главную роль в фильме ужасов «Пункт назначения: Узы крови», шестой части франшизы «Пункт назначения». Фильм, выпущенный 16 мая 2025 года компанией Warner Bros. Pictures, получил преимущественно положительные отзывы критиков и стал самым высокооценённым проектом серии. Санта Хуана исполнила роль студентки колледжа, которая наследует внезапное предчувствие своей бабушки о крахе башни в 1969 году и пытается спасти всю свою семью после того, как Смерть начинает убивать их одного за другим, потому что они никогда не должны были существовать.

## Личная жизнь
Санта Хуана в настоящее время проживает в Ванкувере, Канада.
В 2024 году она завела собаку и увлеклась её дрессировкой и уходом, что стало для неё новым хобби.

## Фильмография

### Кино
| Год  |     | Русское название            | Оригинальное название                   | Роль          |
| ---- | --- | --------------------------- | --------------------------------------- | ------------- |
| 2021 | кор | —                           | Thespians                               | Эйди          |
| 2021 | тсп | —                           | Play On! A Shakespeare-Inspired Mixtape | Джулия        |
| 2022 | ф   | Бойтесь своих желаний       | The Friendship Game                     | Коттон Аллен  |
| 2025 | ф   | Пункт назначения: Узы крови | Final Destination: Bloodlines           | Стефани Рейес |

### Телевидение
| Год  |    | Русское название            | Оригинальное название      | Роль         |
| ---- | -- | --------------------------- | -------------------------- | ------------ |
| 2016 | с  | —                           | #Sti                       | Шона         |
| 2022 | с  | Флэш                        | The Flash                  | Лидия Санчез |
| 2022 | тф | Он не стоит твоей смерти    | He's Not Worth Dying For   | Ари          |
| 2022 | тф | Нам нужно немного Рождества | We Need a Little Christmas | Надин        |
|      | с  | —                           | Grendel                    | Роуз         |

### Театр
| Год       | Русское название    | Оригинальное название | Роль                           | Площадка                                  | Ист.        |
| --------- | ------------------- | --------------------- | ------------------------------ | ----------------------------------------- | ----------- |
| 2019—2020 | Дорогой Эван Хэнсен | Dear Evan Hansen      | Алана Бек / Зои Мёрфи (дублёр) | Royal Alexandra Theatre Music Box Theatre | [ 7 ] [ 8 ] |